# Polygaloides balansae
Polygaloides balansae är en jungfrulinsväxtart som först beskrevs av Ernest Saint-Charles Cosson, och fick sitt nu gällande namn av Otto Karl Anton Schwarz. Polygaloides balansae ingår i släktet Polygaloides och familjen jungfrulinsväxter. Inga underarter finns listade i Catalogue of Life.